# Lutsen
Lutsen ist eine Siedlung auf gemeindefreiem Gebiet im Cook County im Nordosten des US-amerikanischen Bundesstaates Minnesota. Zu statistischen Zwecken ist der Ort zu einem Census-designated place (CDP) zusammengefasst worden. Das U.S. Census Bureau hat bei der Volkszählung 2020 eine Einwohnerzahl von 220 ermittelt.

## Geografie
Lutsen liegt am Nordufer des Oberen Sees, des westlichsten und am höchsten gelegenen der Großen Seen. Der Ort liegt unweit der Grenze zu Kanada und am See gegenüber von Wisconsin und Michigan. Lutsen liegt auf 47°38′50″ nördlicher Breite und 90°40′29″ westlicher Länge und erstreckt sich über 27,69 km². Der Ort ist das Zentrum der Lutsen Township.
Benachbarte Orte von Lutsen sind Grand Marais (28,6 km nordöstlich entlang des Seeufers) und Hovland (59,9 km nordöstlich entlang des Seeufers).
Die nächstgelegenen größeren Städte sind Thunder Bay in der kanadischen Provinz Ontario (156 km nordöstlich) und Duluth (149 km südwestlich). Minneapolis, die größte Stadt Minnesotas, liegt 396 km südwestlich.
Die Mündung des Pigeon River, der die Grenze zu Kanada bildet, liegt 94,5 km nordöstlich.

## Verkehr
Die Hauptstraße von Lutsen wird von der am Nordufer des Oberen Sees entlangführenden Minnesota State Route 61 gebildet. Alle weiteren Straßen sind untergeordnete teils unbefestigte Fahrwege sowie innerörtliche Verbindungswege.
Die nächstgelegenen Flughäfen sind der 153 km nordöstlich gelegene Thunder Bay International Airport und der 154 km südwestlich gelegene Duluth International Airport; der Minneapolis-Saint Paul International Airport liegt 403 km südwestlich.

## Demografische Daten
Nach der Volkszählung im Jahr 2010 lebten in Lutsen 190 Menschen in 103 Haushalten. Die Bevölkerungsdichte betrug 6,9 Einwohner pro Quadratkilometer. In den 103 Haushalten lebten statistisch je 1,84 Personen.
Ethnisch betrachtet setzte sich die Bevölkerung zusammen aus 94,2 Prozent Weißen, 0,5 Prozent (eine Person) Afroamerikanern, 2,1 Prozent amerikanischen Ureinwohnern sowie 1,1 Prozent Asiaten; 2,1 Prozent stammten von zwei oder mehr Ethnien ab.
11,6 Prozent der Bevölkerung waren unter 18 Jahre alt, 72,1 Prozent waren zwischen 18 und 64 und 16,3 Prozent waren 65 Jahre oder älter. 47,4 Prozent der Bevölkerung war weiblich.

Das mittlere jährliche Einkommen eines Haushalts lag bei 36.750 USD. Das Pro-Kopf-Einkommen betrug 23.921 USD. 6,3 Prozent der Einwohner lebten unterhalb der Armutsgrenze.